# Bródy-palota (Miskolc)
A Bródy-palota Miskolcon, a Széchenyi utca 107. szám alatt álló  kétemeletes, reprezentatív épület. A már korábban meglévő épületeket Bródy Gyula és Weisz Mór tulajdonosok 1912-ben 
építtették össze egységes egésszé.

## Története
A telek ismert története a 17. század második feléig nyúlik vissza. 1666-ban és 1686-ban is említi összeírás, ami szerint a telek Bató István egyik ősének a tulajdona volt. 1793-ban is még a Bató családé volt, majd 1817-ben már hét tulajdonos között oszlott meg a telek (ebből három a Bató családé). 1895-ben két nagyobb épület állt az ekkor Széchenyi utca 137. számú telken, amelyek a terület nyugati és keleti végét foglalták el. A mai épület, illetve homlokzat kialakítására a két tulajdonos, Bródy Gyula erdőbirtokos és Weisz Mór kereskedő 1912-ben kért engedélyt. A kétemeletes ház felső szintjein lakásokat alakítottak ki, a földszinten pedig több kisebb üzlet mellett Groák és társa fűszerkereskedése volt a legjelentősebb. 
Az 1930-as években Bródy és Weisz már elhunytak, a tulajdonos a két özvegy volt. 1943-ban a Bródy-örökösöket tünteti fel a címjegyzék, majd 1944-ben deportálták őket. 
A 20. század második felében 15 különböző méretű lakás volt a házban, a földszinten étterem, könyvesbolt és más kisebb boltok  működtek. 1985-ben az épületet felújították, a lakásokat kisajátították, rendezvényközpontot, házasságkötő termet, irodaegységeket és szállodát terveztek bele. A tetőteret beépítették, és stílusidegen, kiugró tetőablakokat helyeztek el rajta. 2006-ban átfogó jelleggel ismét felújították a házat, a tetőtéri ablakkialakítást megszüntették, az emeleti belsőt a NORDA Észak-magyarországi Regionális Fejlesztési Ügynökség számára alakították ki. Az első emeleten rendezvénytermeket, társalgókat, a második és harmadik emeleten irodákat hoztak létre, a földszinten portaszolgálat van. Az üzlethelyiségekben, 2017-ben könyváruház, dohánybolt, pékség, művészeti bolt és látszerész működik.

## Leírása
Tipikus belvárosi, belső udvarral, függőfolyosóval rendelkező polgári bérház, valamelyik felújításkor az udvarát jelentős mértékben beépítették. Homlokzata szimmetrikusan kilenctengelyű (1+3+1+3+1), az első és az utolsó tengelyben erkéllyel az első emeleten, a középső tengelyben hatszögű zárt erkéllyel, amely a második emeleten nyitottá válik. A két szélső tengely lapos, lizénaszerű pilaszterek keretezik. Az első emelet ablakai az első és kilencedik tengelyben háromosztatúak, egyenes záródásúak, golyvázódó szemöldökpárkánnyal. A második emelet könyöklőpárkánya végigfut a homlokzat teljes hosszán. A második emelet nyílásai hasonló keretelésüek az első emeletéhez, de ezek egyenes záródásúak. Az első emeleti ablakok könyöklője alatt félbaluszteres mezőket helyeztek el. A szemöldökpárkányokat mindkét szinten díszes konzolok tartják. A két oldalsó rizalit szélein, az osztópárkány alatt, a lizénákat Hermész-fejek díszítik. 

## Képek

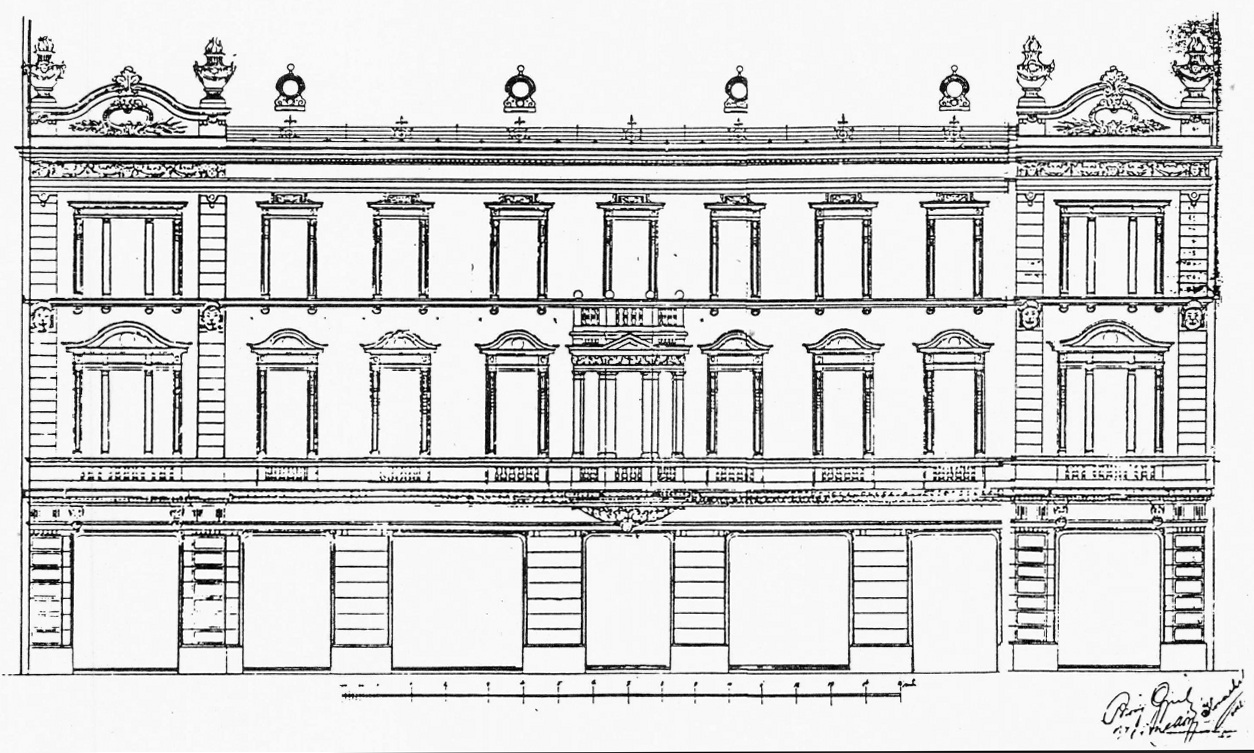
Homlokzati terv 1912-ből
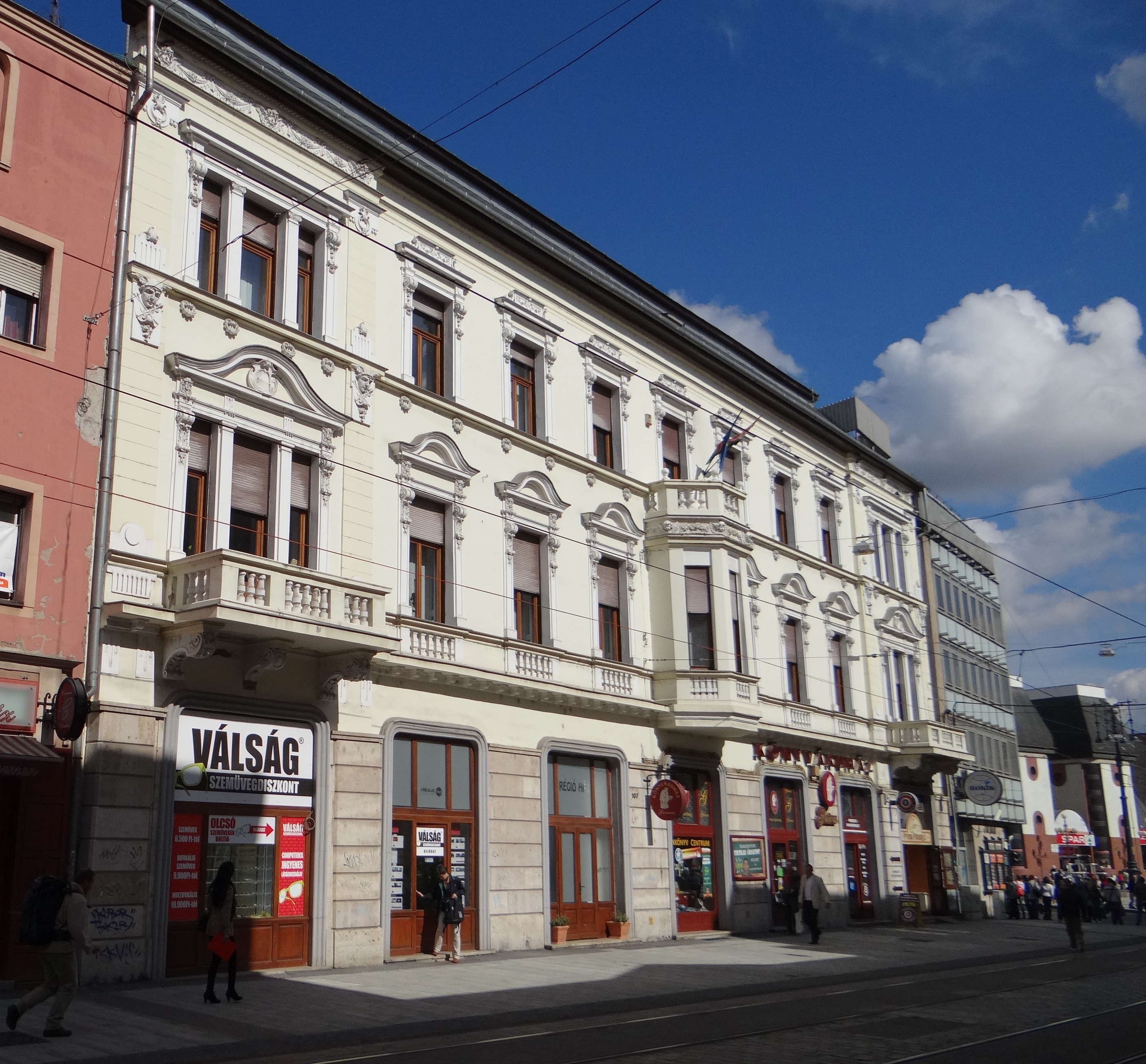
Az épület 2013-ban
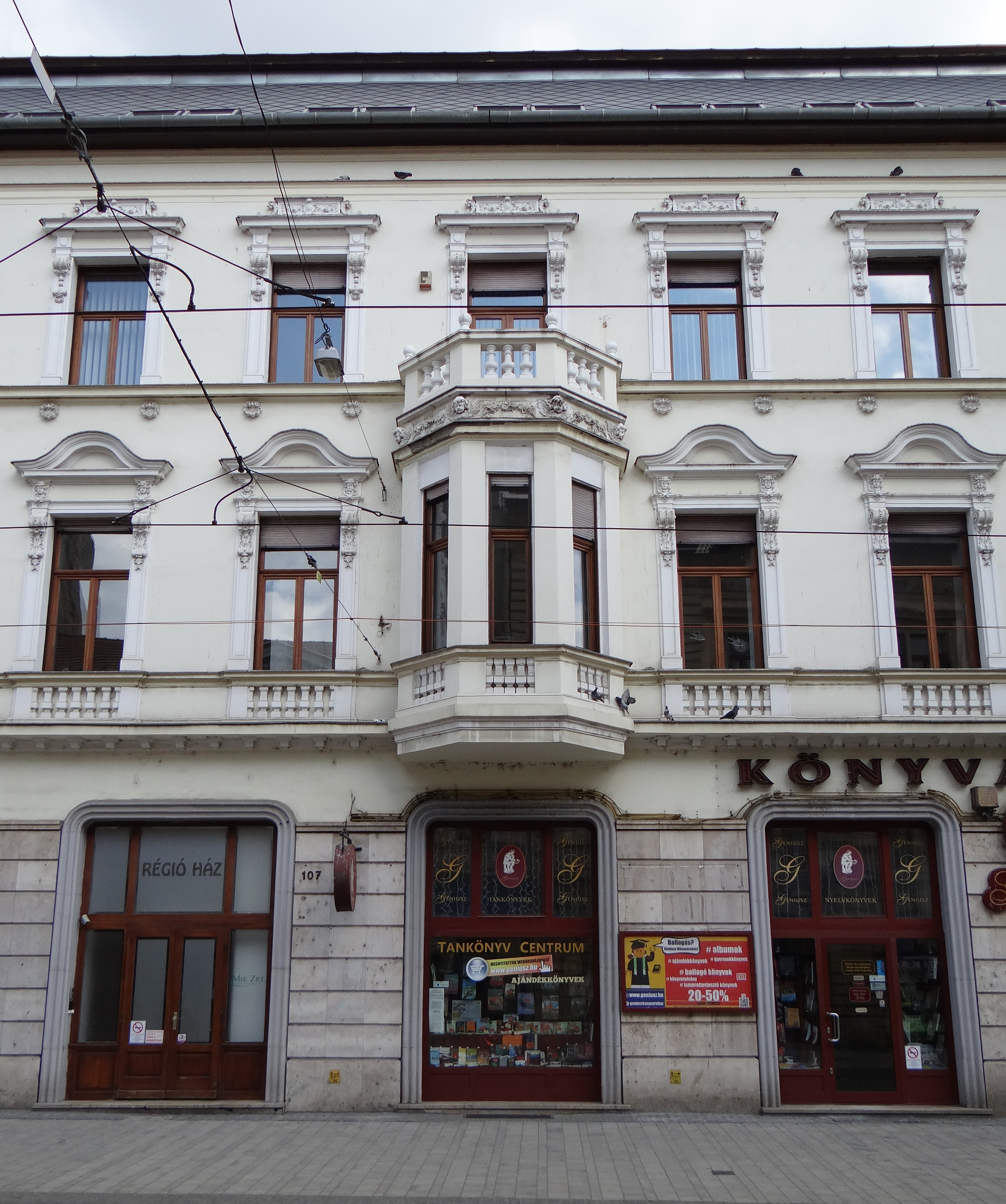
Homlokzati részlet
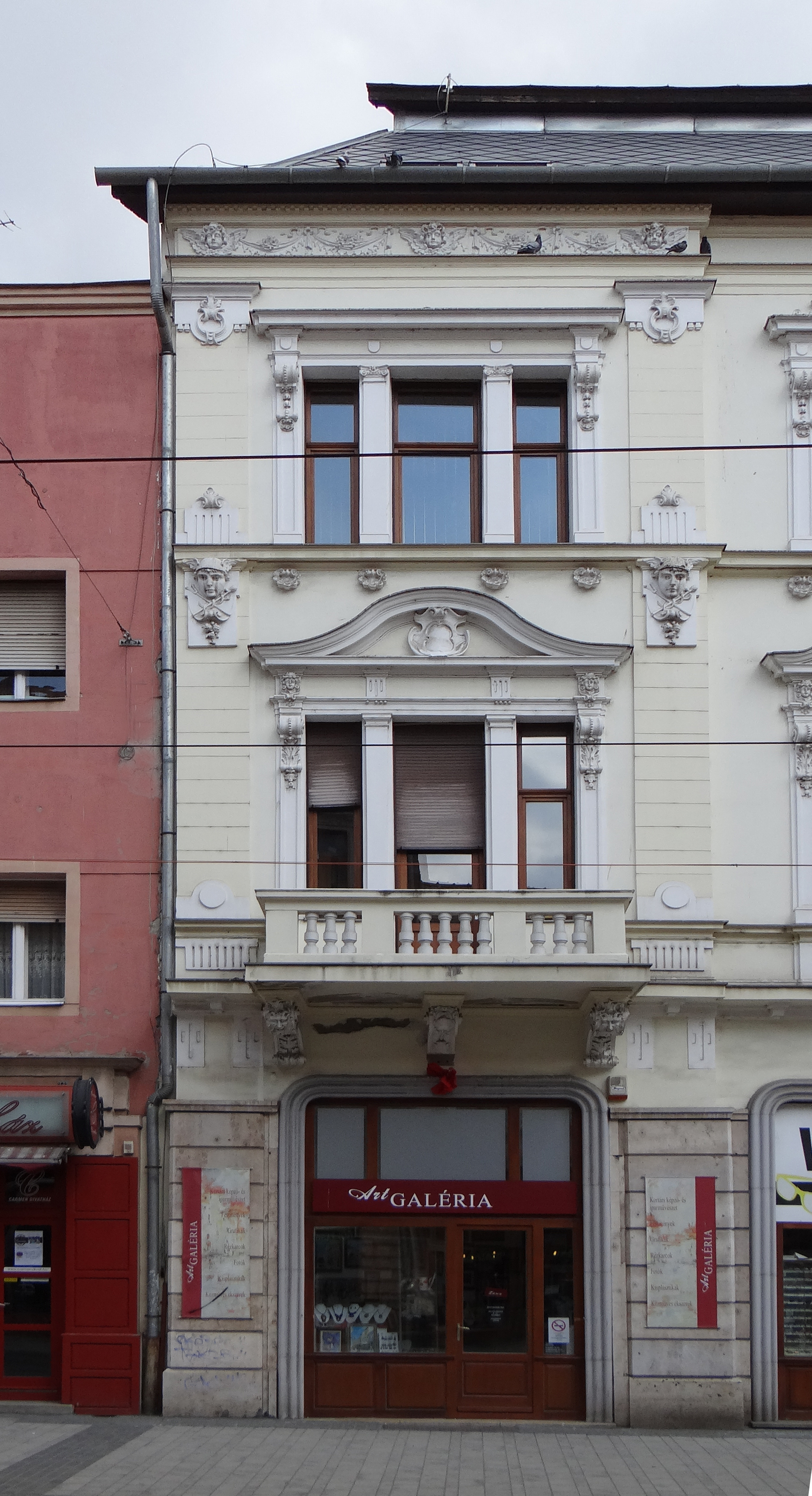
A bal oldali tengely
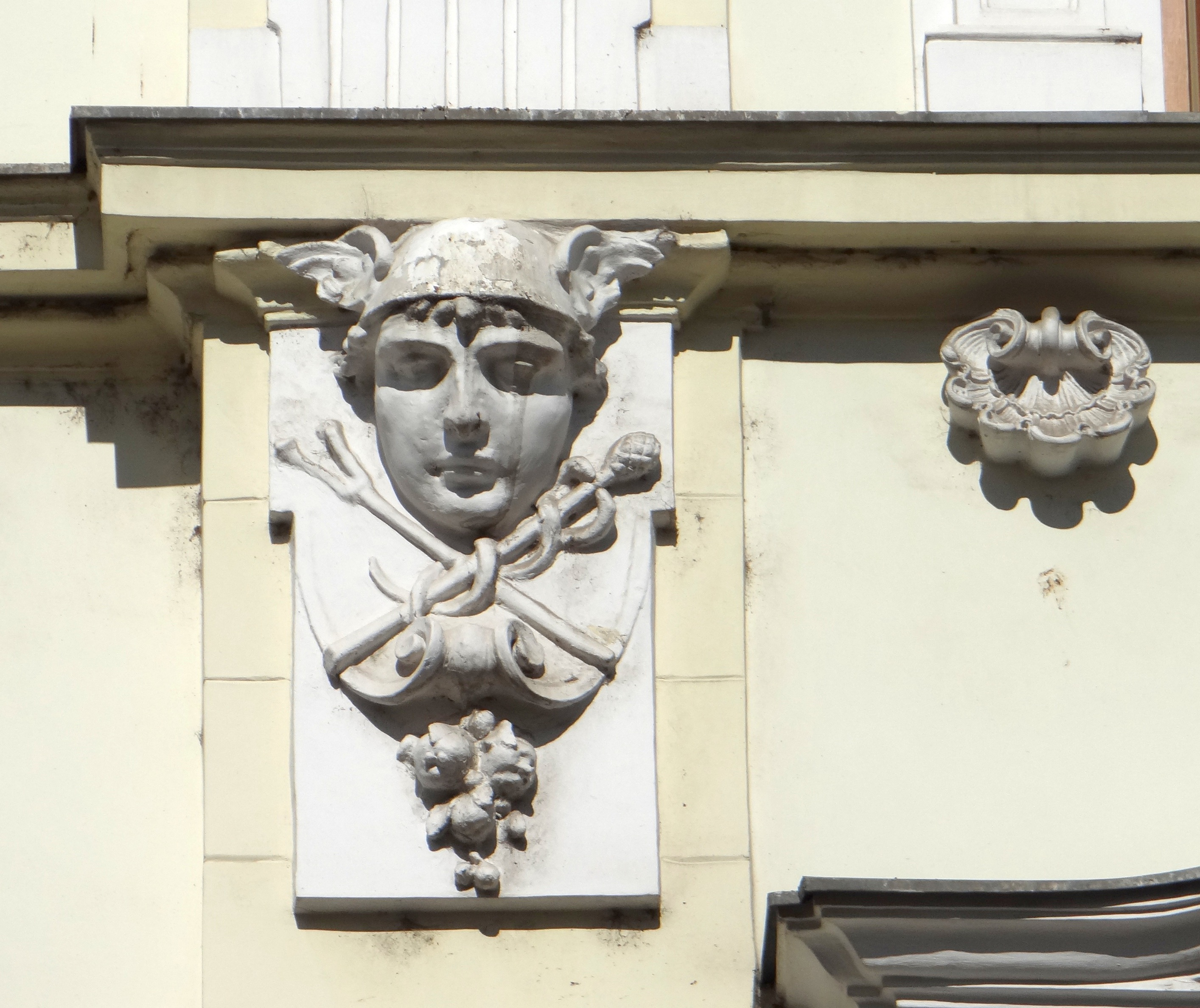
Homlokzati dísz
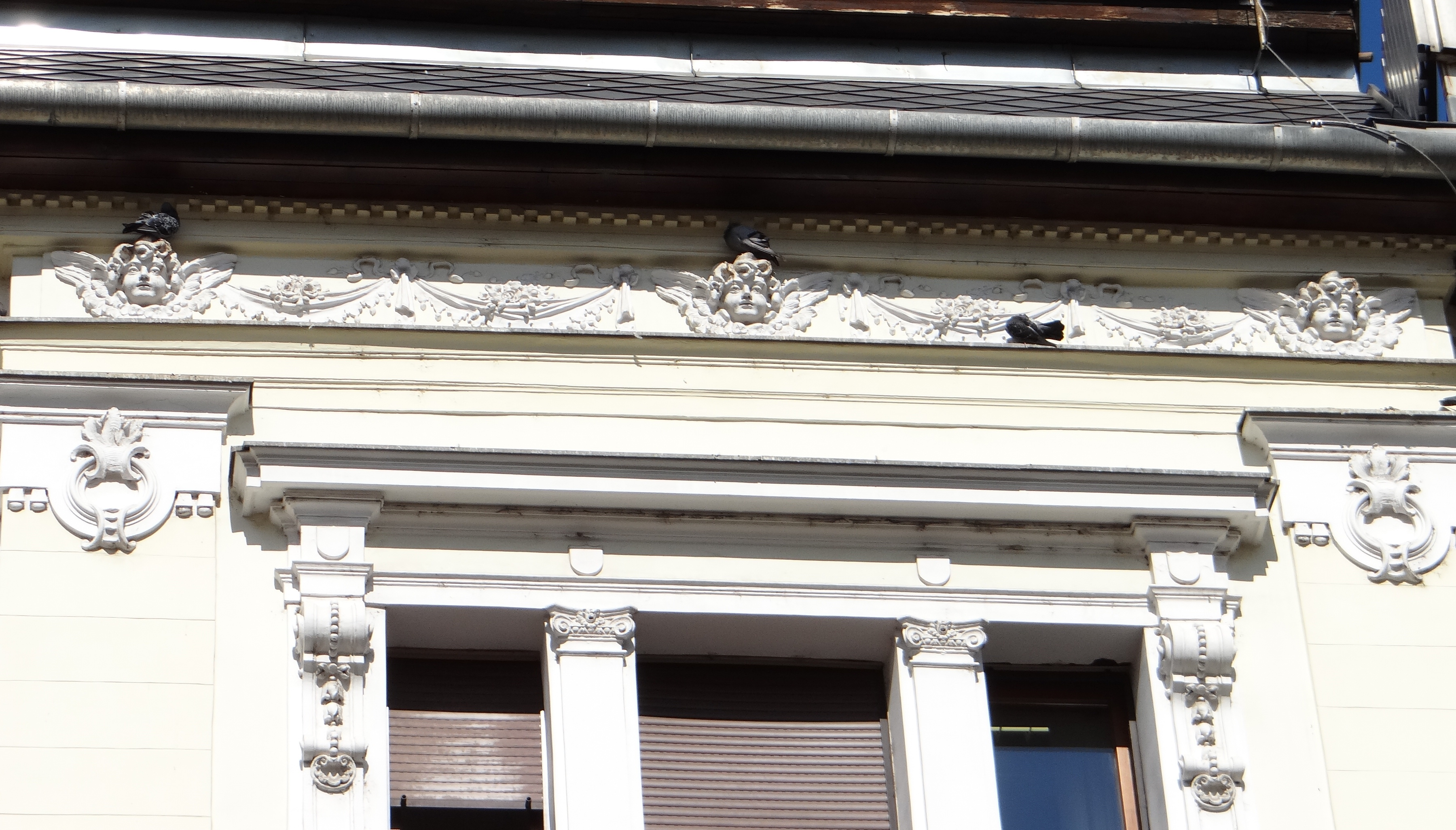
Koronázópárkány és második emeleti ablakdíszek